# بریتنی بروبن
بریتنی بروبن (انگلیسی: Brittany Broben؛ زادهٔ ۲۳ نوامبر ۱۹۹۵) ورزشکار شیرجه اهل استرالیا است.
وی در مسابقات کشوری و بین‌المللی در مجموع برندهٔ ۱ مدال نقره شده‌است.